# 모리 유다이
모리 유다이(일본어: 森 雄大, 1994년 8월 19일 ~ )는 일본의 프로 야구 선수이며, 현재 퍼시픽 리그인 도호쿠 라쿠텐 골든이글스의 소속 선수(투수)이다.

## 인물

### 프로 입단 전
후쿠오카현 후쿠오카시 출신으로 초등학교 4학년 때 ‘후쿠오카 애스트로스’라는 팀에서 야구를 시작해 우치하마 중학교에서 연식 야구부에 소속, 호크스 컵의 우승 투수가 되었다. 이후 K볼의 후쿠오카 현 대표로 발탁되어 전국 대회 4강에 진출했다.
히가시후쿠오카 고등학교 진학 후 1학년 여름 대회에서 벤치에 앉았다. 2학년 여름엔 오른쪽 무릎 부상이나 급성 맹장염 등 공백 기간도 있었지만 그 해 가을 최고 145 km/h를 기록하는 등 동급생인 노하라 소타와 함께 ‘좌·우의 W에이스’로 불리었다. 2학년 추계 대회와 3학년 춘계 대회에서는 등번호 1번을 달고 후쿠오카 현 대회에 참가했으나 모두 탈락했다. 3학년 여름 대회에는 ‘11’번으로 등번호를 교체하고 ‘1’번을 노하라에게 넘겼다. 경기를 앞두었던 당시 히가시후쿠오카 고등학교 야구부의 구즈야 오사무 감독은 ‘노하라가 선발, 모리는 구원 투수’라는 구상을 하고 있었으나 이 작전이 모리와 팀에게 도움이 되지 않을 것이라 생각해 선발을 모리로 바꾸었고, 모리는 감독의 기대에 부응하며 팀의 20대 0의 대승을 이끌었다. 그 다음 주에 8강까지 진출했지만 고시엔 출전은 하지 못했다.
2012년 프로 야구 드래프트 회의에서 히로시마 도요 카프와 도호쿠 라쿠텐 골든이글스로부터 1순위 지명을 받아 추첨 결과 라쿠텐이 교섭권을 획득하면서 11월 27일에 계약금 8,000만 엔, 연봉 840만 엔으로 계약했다. 등번호는 본인의 희망에 따라 16번으로 결정했다.

### 프로 입단 후

#### 2013년
호시노 센이치 라쿠텐 감독이 ‘3년차에(전력으로서) 나오면 된다’라는 육성 방침에 따라 그 해에는 2군에서 개막을 맞이했지만 이스턴 리그 공식전에는 개막 직후부터 선발 투수로서 경험을 쌓고 있다. 또한 프레시 올스타 게임은 입단 1년 만에 이스턴 리그 선발 멤버로 출전, 7월 18일 아키타 고마치 스타디움에서 개최될 경기에 등판할 예정이었으나 경기 시작 직전 워밍업에서 허리를 다쳐 등판을 피했다.

## 플레이 스타일
팔꿈치의 사용법을 잘 갖추었다고 평가받는 투구폼과 고등학교 3학년 때 4월에 기록한 최고 구속 148 km/h의 직구와 커브, 슬라이더, 체인지업을 구사한다.
히가시후쿠오카 고등학교 야구부의 구즈야 오사무 감독은 “성실하지 못하고 제멋대로인 투수 방향의 성격”이라고 평가하고 있다.

## 상세 정보

### 출신 학교
- 히가시후쿠오카 고등학교

### 선수 경력
- 도호쿠 라쿠텐 골든이글스(2013년 ~ )

### 개인 기록
- 첫 등판·첫 선발 : 2014년 4월 3일, 대 오릭스 버펄로스 3차전(라쿠텐 Kobo 스타디움 미야기), 5와 2/3이닝 동안 2실점에서 패전 투수
- 첫 탈삼진 : 상동, 1회초에 에스테반 헤르만으로부터 헛스윙 삼진
- 첫 승리·첫 선발 승리 : 2014년 4월 24일, 대 사이타마 세이부 라이온스 6차전(도쿄 돔), 5와 2/3이닝 1실점

### 등번호
- 16(2013년 ~ )

### 연도별 투수 성적
| 연 도      | 소 속      | 등 판 | 선 발 | 완 투 | 완 봉 | 무 4 구 | 승 리 | 패 전 | 세 이 브 | 홀 드 | 승 률 | 타 자 | 이 닝 | 피 안 타 | 피 홈 런 | 볼 넷 | 고 4 | 몸 맞 | 탈 삼 진 | 폭 투 | 보 크 | 실 점 | 자 책 점 | 평 자 책 | W H I P |
| ---------- | ---------- | ----- | ----- | ----- | ----- | ------- | ----- | ----- | -------- | ----- | ----- | ----- | ----- | -------- | -------- | ----- | ---- | ----- | -------- | ----- | ----- | ----- | -------- | -------- | ------- |
| 2014년     | 라쿠텐     | 8     | 5     | 0     | 0     | 0       | 2     | 3     | 0        | 0     | .400  | 135   | 29.1  | 34       | 2        | 19    | 0    | 1     | 22       | 1     | 1     | 19    | 18       | 5.52     | 1.81    |
| 2015년     | 라쿠텐     | 3     | 3     | 0     | 0     | 0       | 0     | 2     | 0        | 0     | .000  | 75    | 17.0  | 16       | 1        | 9     | 0    | 1     | 17       | 0     | 0     | 10    | 10       | 5.29     | 1.47    |
| 통산 : 2년 | 통산 : 2년 | 11    | 8     | 0     | 0     | 0       | 2     | 5     | 0        | 0     | .286  | 210   | 46.1  | 50       | 3        | 28    | 0    | 2     | 39       | 1     | 1     | 29    | 28       | 5.44     | 1.68    |

- 2015년 시즌 종료 기준.